# Marc Laho

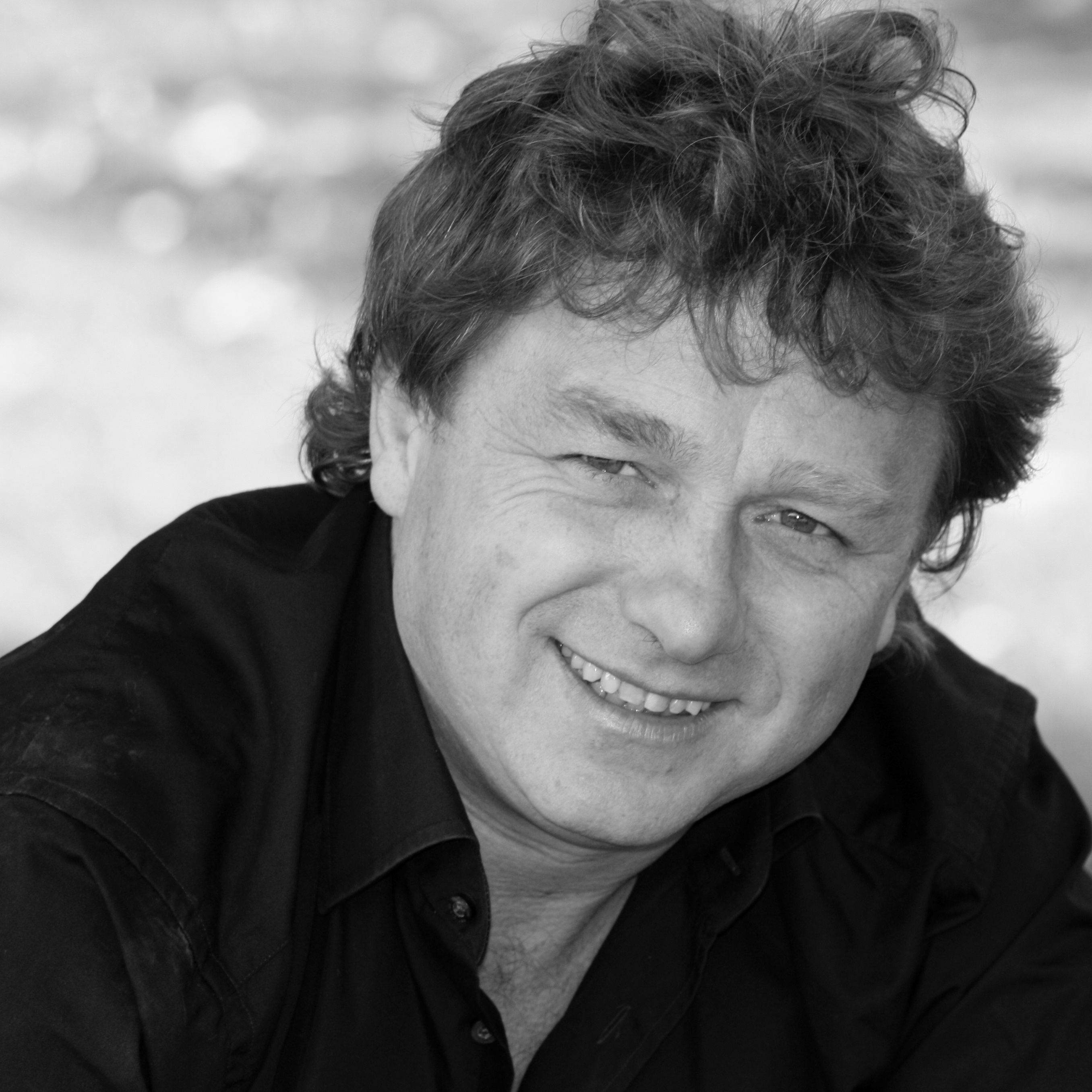
In Lausanne (Schweiz), Dezember 2007

Marc Laho (* 15. Januar 1965 in Seraing, Belgien) ist ein belgischer Opernsänger (Tenor).

## Leben
Er studierte am Königlichen Konservatorium Lüttich (Conservatoire Royal de Liège), welches er mit dem Premier Prix in den Fächern Trompete und Gesang abschloss. Im September 1987 gewann er den Prix de la vocation beim Gesangswettbewerb von Verviers (Concours de Chant de Verviers). Dieser Preis ermöglichte es ihm, seine Studien in Italien bei Luigi Alva und in Frankreich bei Alain Vanzo fortzusetzen.
1989 debütierte er an der Opéra de Monte-Carlo in der Rolle des Offiziers in Thérèse von Jules Massenet und wurde darauf folgend für zwei Jahre dort engagiert. 1992 war er Finalist des Luciano-Pavarotti-Wettbewerbs in Philadelphia.
Er sang Gérald in Lakmé an der Seite von Natalie Dessay in Avignon, Paris in La belle Hélène in Zürich unter der Leitung von Nikolaus Harnoncourt, Le comte Ory unter anderem beim Glyndebourne Festival und den Londoner Proms sowie Elvino in La sonnambula an der Opéra-Comique und der Wiener Staatsoper.
2008 verkörperte er seinen ersten Hoffmann am Grand Théâtre de Genève unter der Regie von Olivier Py und bestätigte seine Interpretation unter der Regie von Nicolas Joel am Teatro Regio in Turin. Er war ferner zu hören im Requiem von Hector Berlioz beim Festival von Saint-Denis unter der Leitung von Sir Colin Davis sowie am Théâtre des Champs-Élysées in Lélio von Berlioz unter der Leitung von Riccardo Muti.
In den letzten Jahren gastierte er in Hoffmanns Erzählungen am Národní divadlo in Prag, L’attaque du moulin in Bern, Die Fledermaus in Montpellier, La rondine in Toulon, La sonnambula in Bonn, als Le comte Ory in Marseille und Le duc d’Albe in Antwerpen und Gent zu erleben.
Zu Beginn der Spielzeit 2012/2013 war er in der Titelrolle von César Francks Stradella, einer Welturaufführung zur Wiedereröffnung der Opéra Royal de la Wallonie in Lüttich zu hören. Im Februar 2013 gastierte Marc Laho als Fernand in Donizettis La favorite am Théâtre des Champs-Élysées.

## Rollen
- Daniel-François-Esprit Auber
  - Gustave III. ou Le bal masqué – Gustave III
- Vincenzo Bellini
  - I puritani – Arturo
  - La sonnambula – Elvino
- Georges Bizet
  - Carmen – Don José
  - Les pêcheurs de perles – Nadir
- François-Adrien Boieldieu
  - La dame blanche – Georges
- Gustave Charpentier
  - Louise – Narrenkönig
- Ernest Chausson
  - Le roi Arthus – Lyonnel
- Léo Delibes
  - Lakmé – Gérald
- Gaetano Donizetti
  - Alahor in Granata – Alamor
  - Don Pasquale – Ernesto
  - La favorite – Fernando
  - La fille du régiment – Tonio
  - Le duc d’Albe – Henri de Bruges
  - Lucia di Lammermoor – Arturo
  - Lucia di Lammermoor – Edgardo
  - Maria Stuarda – Leicester
- Gabriel Fauré
  - Pénélope – Antinoüs
- César Franck
  - Stradella – Stradella
- Charles Gounod
  - Mireille – Vincent
- Fromental Halévy
  - La Juive – Léopold
- Franz Lehár
  - Die lustige Witwe – Camille de Rosillon
- Jules Massenet
  - Manon – Le chevalier des Grieux
  - Thaïs – Nicias
- Jacques Offenbach
  - Die schöne Helena – Pâris
  - La Périchole – Piquillo
  - Hoffmanns Erzählungen – Hoffmann
  - Orpheus in der Unterwelt – Orphée
- Giacomo Puccini
  - La rondine – Ruggero
- Gioachino Rossini
  - Le comte Ory – Le Comte Ory
  - Le siège de Corinthe – Néocles
- Nino Rota
  - Il cappello di paglia di Firenze – Fadinard
- Johann Strauss (Sohn)
  - Die Fledermaus – Alfred
- Ambroise Thomas
  - Hamlet – Laërte
- Giuseppe Verdi
  - I Lombardi alla prima crociata – Arvino
  - La traviata – Alfredo Germont

## Diskografie
- Les Contes d’Hoffmann, Offenbach, Leitung: Patrick Davin, Inszenierung: Olivier Py, Grand Théâtre de Genève, DVD: Bel Air Media, 2008
- Lucie de Lammermoor, Donizetti, Leitung: Evelino Pidò, Opéra National de Lyon, CD: EMI 2002, DVD: Bel Air Media 2002
- Le comte Ory, Rossini, Leitung: Andrew Davis, Inszenierung: Jérôme Savary, Glyndebourne Festival, DVD: NVC Arts (Warner), 1997
- Symphonie No. 3, Ropartz, Leitung: Jean-Yves Ossonce, CD: Timpani, 2011
- Comala/Clair de lune, Jongen, Leitung: Jean-Pierre Haeck, CD: Musique en Wallonie, 2003
- Freyhir, Mathieu, Leitung: Jean-Pierre Haeck, CD: Musique en Wallonie, 2007